# Jesper Carlsson
Jesper Anders Carlsson, född 3 oktober 1986 i Västerleds församling, är en svensk fotbollsspelare.

## Karriär
Carlssons moderklubb är IF Brommapojkarna, vilka han sammanlagt spelade tre matcher för i Superettan 2005 samt 2006. Han lånades därefter ut två säsonger till Gröndals IK. 2009 gick han till Väsby United. När Väsby blev nedflyttade ur Superettan 2010, valde Carlsson att lämna klubben.
Han skrev i december 2010 på för Superettan-klubben IK Brage. Där stannade han fram tills i augusti 2012 då han valde att återvända till Väsby United. I februari 2013 förlängde han sitt kontrakt med AFC United som klubben döpts om till. Efter att ha varit korsbandsskadad värvades Carlsson i augusti 2016 av Akropolis IF. Mellan 2017 och 2019 spelade han för FC Stockholm.
Säsongen 2020 gjorde Carlsson fem mål på fem matcher för Åkersberga BK i Division 7. Följande säsong spelade han fyra matcher i samma division.